# Schizogonie

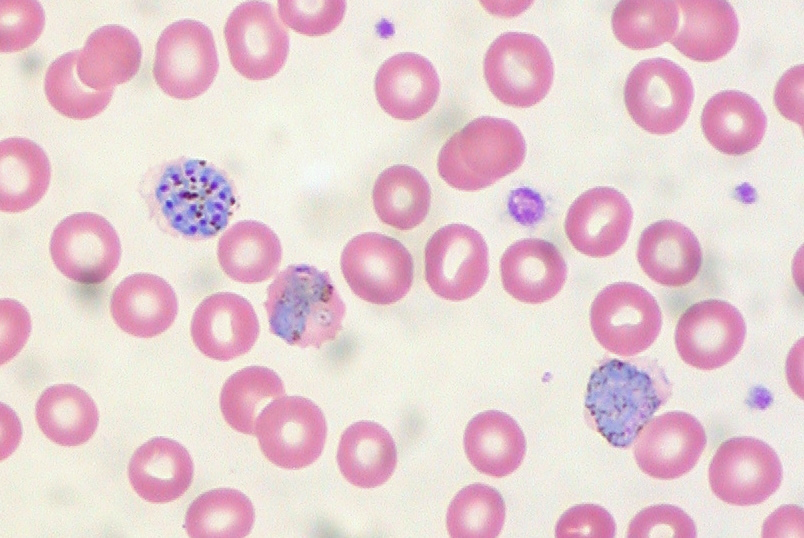
Mikroskopische Aufnahme des Bluts eines Malariakranken: Die Erreger vermehren sich als intrazelluläre Parasiten durch Merogonie. Ein mehrkerniger Schizont (links oben) teilt sich in eine Anzahl Merozoiten, die aus der zerstörten Wirtszelle freigesetzt werden.

Die Schizogonie, auch Merogonie genannt,  ist eine Form der ungeschlechtlichen Fortpflanzung bei Einzellern, vor allem bei den Apicomplexa, zu denen beispielsweise Plasmodien (mit den Malaria-Erregern) gehören. Hierbei entstehen aus dem ursprünglichen Kern der Mutterzelle durch mehrere Kernteilungen zunächst mehrere gleiche Tochterkerne. Anschließend wird der Zellkörper durch Zellmembranbildungen so aufgeteilt, dass aus dem Schizonten (der bei der Malaria tertiana meist acht Kerne hat) eine Anzahl neuer Individuen hervorgeht. Mit Zerstörung der Wirtszelle werden diese Merozoiten freigesetzt.